# ステファン・ネマニッチ (セルビア王)
ステファン・ネマニッチ（セルビア語: Стефан Немањић、1165年頃 - 1228年9月24日）は、セルビア王国の王（在位：1217年 - 1228年）。「ステファン初代戴冠王」（セルビア語: Стефан Првовенчани、ステファン・プルボヴェンチャーニ）の名で知られる。
公式にセルビア王として認められた最初の人物であり、セルビアの王国への昇格とセルビア正教会を設立した弟の聖サヴァの支援の功績により、長期にわたって存続したネマニッチ朝の歴代君主の中でも重要な君主の一人に数えられる。

## 事績

### 幼年期
ラシュカ侯ステファン・ネマニャとアナスタシア（en:Anastasia of Serbia）の第二子として生まれる。
ステファン・ネマニッチには2人の兄弟がおり、父ネマニャの後継者である長兄のヴカンはゼタと近隣の州を統治し、末弟のラストゥコ（後の聖サヴァ）はフムを統治していた。
1186年、ビザンツ帝国（東ローマ帝国）の皇帝イサキオス2世の政策により、ネマニッチとビザンツ皇帝アレクシオス3世アンゲロスの末娘エウドキア・アンジェリナ（en:Eudokia Angelina）との間に婚姻が成立した。ニカイア帝国の歴史家ニケタス・コニアテスの記述によると、後にネマニッチとエウドキアは不仲になり、1198年6月に両者は離婚することになる。
1191年にビザンツ帝国がセルビアに侵攻し、南モラヴァ川の沿岸部が襲撃を受けるが、戦術的に優位に立つネマニャによってビザンツの軍隊は撃退された。ビザンツ皇帝イサキオス2世は和平を提案、先に結ばれたネマニッチとイサキオス2世の姪エウドキア・アンジェリナの婚姻のため、和平が成立した。また、ネマニッチにはビザンツよりセヴァストクラトルの称号が与えられる。

### セルビア王位継承と兄との対立

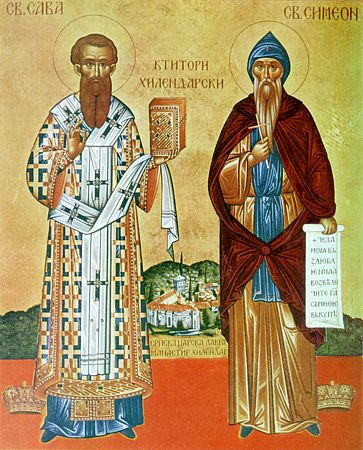
セルビア正教会の設立者である聖サヴァと聖シメオン

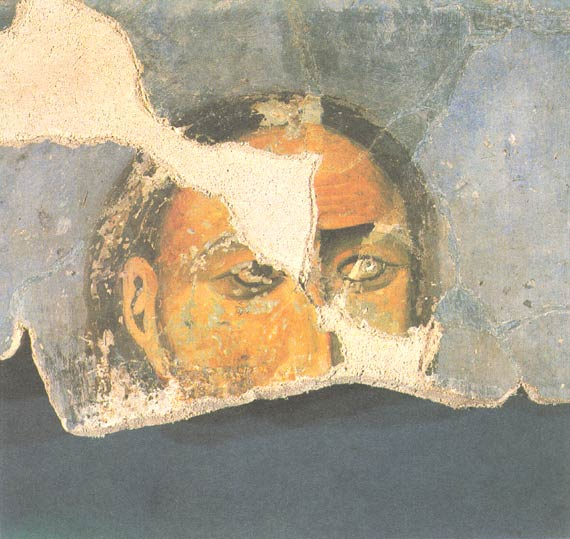
ステファン・ネマニッチの兄ヴカン

1195年に作成されたコトルの聖ルカ教会の碑文には、ネマニッチの兄ヴカンがドゥクリャ、ダルマチア、トラヴニア、トプリツァ王の称号を有していたことが記されている。ネマニャはビザンツの王女を妻としていた次子のネマニッチが後継者にふさわしいと考えていたが、このネマニャの意図に対して、ヴカンは自身が有していたドゥクリャ王位を強調することで反対の意を示していたと思われる。
1196年3月25日、ネマニャはラスに臣下を招集し、次子のネマニッチを後継者に指名して退位を宣言し、ネマニッチに全ての領地を譲り渡した。
修道士となりシメオンと名を改めたネマニャはストゥデニツァ修道院に隠棲し、またネマニッチの母アナスタシアも尼僧として出家した。シメオンはサヴァに名前を改めた末子のラストゥコの嘆願を受けてアトス山に移り、サヴァと共にヴァドペディ修道院に居住した。1199年にシメオンとサヴァはアトス山にヒランダル修道院を設立、ヒランダル修道院はセルビアの精神文化の中心地となった。同年2月13日にシメオンは逝去する。
このネマニャの宣言は従来のセルビアの長子相続の伝統に反するものであり、ヴカンは自らの王位の継承を主張し、ネマニッチの即位を簡単には受け入れなかった。ネマニャの存命中、ヴカンはネマニッチの支配を認めていたが、ネマニャが没するとただちに王位を求めて活動を始めた。ヴカンはハンガリー王イムレに対して援助を求め、1202年にハンガリー軍がヴカンへの援軍として派遣される。ヴカンに敗北したネマニッチは当時ハンガリーと交戦していたブルガリアに亡命し、代わってヴカンがセルビア王位に就いた。1202年から1203年にかけて作成された碑文には、ヴカンがセルビア全土、ゼタ、ニシャヴァ、港湾都市を支配する「大ジュパン」の称号を帯びていたことが記されている。
ヴカンは支援の見返りとしてハンガリーに臣従を誓い、教皇に戴冠と引き換えにカトリックへの改宗を約束した。しかし、ハンガリーの臣下となったヴカンはブルガリアと敵対することになり、1203年にセルビアはブルガリア軍の攻撃を受け、ニシュを初めとするセルビア領が陥落した。戦争の混乱は収まらず、ヴカンの改宗宣言についても反対する声が上がる中で、ネマニッチはセルビアに帰国した。1204年にネマニッチはヴカンを打倒して再び王位に就き、敗れたヴカンは自身の領地であるゼタに逃亡した。
1205年末から1206年初頭（もしくは1206年末から1207年初頭）の冬、アトス山のサヴァがシメオンの不朽体を伴ってセルビアに帰国、ネマニッチとヴカンの争いを仲裁し、両者の間に和睦が成立した。サヴァと彼に従う聖職者たちに対して、ネマニッチはセルビアに残るよう要請し、要請を受け入れたサヴァはセルビア正教会の聖職者とセルビア国民の教育において多大な功績を残した。

### ブルガリアとの対立

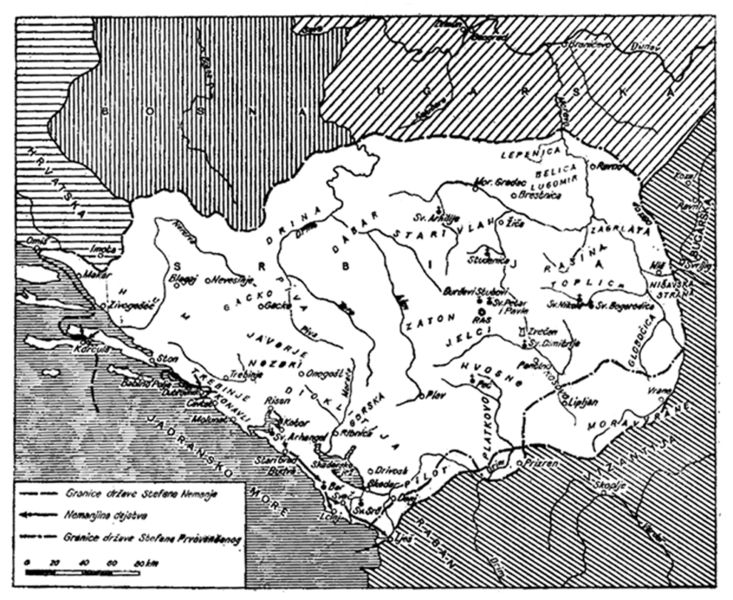
ステファン・ネマニャ、ステファン・ネマニッチ両王在位中のセルビアの勢力図

ネマニッチとヴカンの講和が成立した後、ブルガリアでは皇帝カロヤンの死後に帝位を巡る争いが起きていたが、カロヤンの甥ボリルが先帝の子アレクサンダルとイヴァン、ボリルの甥（もしくは兄弟）ストレスを追放して帝位に就いており、ストレスはセルビアの宮廷に亡命した。ストレスを厚遇するネマニッチに対してボリルは財貨を贈るとともにストレスの引き渡しを要求したが、ネマニッチは要求を拒絶した。
さらにネマニッチはカロヤンの時代にブルガリアの支配下に入ったベオグラード、ブラニチェヴォ、ニシュ、プリズレンの引き渡しを要求し、ボリルは1208年のプロヴディフの戦いでラテン帝国に敗北を喫していたためストレスと彼の後援者であるセルビアに対して反撃に出られなかった。ネマニッチはストレスの信頼を得続けるために、彼を実の兄弟と同様に扱った。

### 親族との争い
他方、フムを統治していたネマニッチの叔父アンドリヤに対して、フムの貴族はアンドリヤの兄弟ペタルを支配者として擁立して反乱を起こした。ペタルによって追放されたアンドリヤはラスキアに逃れた後にネマニッチに保護を求め、ペタルは近隣のボスニア、クロアチア方面での戦闘で勝利を収めていた。ネマニッチは親征を行ってアンドリヤを助け、ペタルを打ち負かしてフムとポポヴォ平原をアンドリヤへ解放した。敗れたペタルはネレトヴァ川を渡り、1203年に一時的にハンガリーの支配下に入っていたネレトヴァ北西部の統治を続けた。
戦後ネマニッチは息子のラドスラヴをフムの統治者とし、アンドリヤにはフムの代わりにポポヴォとストンを含むフムの沿岸部を与え、ラドスラヴの死後にフムをアンドリヤに譲渡する取り決めを交わした。

### ゼタ・アルバニアを巡って
ヴカンはセルビア王位を断念した後もゼタ王位に留まり続けるが1208年に退位し、翌1209年ごろに没したと考えられている。
ヴカンの死後にゼタ王位を継いだ子のジョルジェはネマニッチから独立を勝ち取るため、1208年ごろにヴェネツィア共和国に対して臣従を誓う。第4回十字軍の後、ヴェネツィアはダルマチア地方を勢力下に置こうとし、またラグーザを従属させることに成功していた。
ジョルジェはヴェネツィアに対して、ヴェネツィアの名目上の属国であるアルバニアのアルバノン公国が反乱を起こした際に鎮圧に協力することを約束するが、この盟約にはゼタとラスキアの対立が影響していたと思われる。一方ネマニッチは1208年に娘のコムネナをアルバノン公国の君主ディミトリの元に嫁がせ、セルビアとアルバノンの間に同盟関係を成立させる。しかし、エピロス専制侯国の君主ミカエル1世コムネノス・ドゥーカスによってアルバノン公国が支配するクルヤが占領され、敗れたディミトリは消息を絶つ。ディミトリの失脚後に遺された領地は未亡人となったコムネナが相続するが、コムネナはディミトリに次いでクルヤの支配権を得たアルバニア系ギリシャ人グレゴリウス・カモナスと再婚した。この婚姻によりセルビアとアルバニアの関係は強化され、セルビアによるアルバニア北西部の都市スクタリへの攻撃は沈静化した。
クルヤに続いてスクタリを征服したミカエル1世コムネノス・ドゥーカスは更なる領土の拡張を試みたが、1214年から1215年にかけてセルビア軍はイピロスの侵攻を食い止め、ミカエル1世は彼の従者によって暗殺された。ミカエル1世の死後に跡を継いだ弟のテオドロス1世は積極的な外交政策を展開するが、方針を転換して兄の仇敵であったネマニッチと同盟を結んだ。そしてこの同盟に際し、ラドスラヴとテオドロス1世の娘の間に婚姻が成立した。
ネマニッチは1216年までにゼタを軍事力によって支配し、王室の支配下に入ったゼタはネマニッチ（あるいはラドスラヴ）の統治下に置かれることになる。1216年から長期にわたってゼタには特定の統治者が置かれることは無く、王位継承者に授与される特別な土地とされた。

### セルビアの政治・宗教的独立

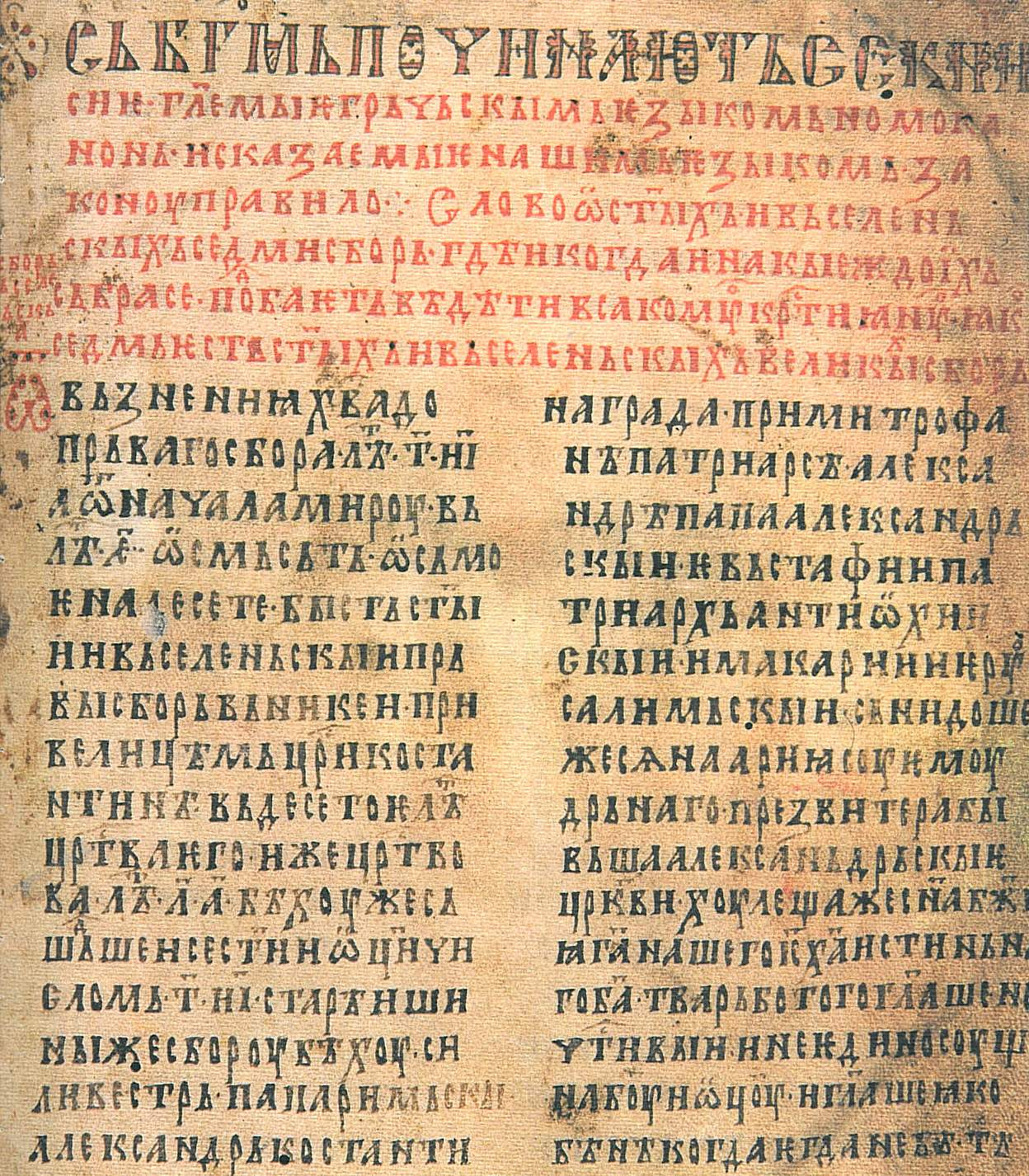
『聖サヴァのノモカノン』

1217年、ローマ教皇ホノリウス3世との交渉が実って王号を認められ、クラリェヴォのジツァ修道院においてネマニッチはサヴァから「全セルビアの王」として戴冠された。
その後サヴァはセルビア正教会設立の運動を開始するため、1217年（もしくは1218年）にアトス山に帰還した。翌1219年にコンスタンティノープル総主教より、サヴァはセルビア正教会の大主教に任命された。同年にサヴァによりローマ法に基づく民法と公会議の決定に基づく教会法で構成されたセルビア初の憲法『聖サヴァのノモカノン』（en:Zakonopravilo）が公布される。この法律は発展途上のセルビアの法制度を成文化し、教会組織を統制するために作成されたものであった。
ネマニッチの戴冠とセルビア正教会の設立により、セルビアは政治・宗教双方での独立を達成した。
憲法の公布後もサヴァはセルビアに留まって教育に力を注ぎ、他方で異端とされながらも政府から公認されていたボゴミル派の信仰を禁止する会議を招集した。サヴァの指導下からセルビア各地に旅立った聖職者たちは洗礼、結婚などの国民の生活において重要な役割を果たし、サヴァ自身も自らに課せられた宗教・社会的指導者としての義務を果たすために教育の旅を続行した。

### 晩年
在位中、ネマニッチはマグリッチ（en:Maglič）を含む多数の城砦を建造した。
晩年にネマニッチはシメオンと名前を改めて修道生活を送り、隠棲後間もなく没してモラチャ修道院に埋葬された。父ネマニャと同様、ネマニッチも教会によって列聖された。

## 家族

### 父母
- ステファン・ネマニャ
- アナスタシア

### 妻子
- 妻：エウドキア・アンジェリナ
  - ステファン・ラドスラヴ
  - ステファン・ヴラディスラヴ
  - サワ
  - コムネナ
  - 娘

- 妻：アンナ・ダンドロ
  - ステファン・ウロシュ
  - 娘